# 许会
许会，全名比克托·迪奥尼西奥·许会·罗哈斯（西班牙語：Víctor Dionicio Joy Way Rojas，1945年3月10日—），秘鲁前政治家，秘鲁首位华裔总理。出生于瓦努科，曾是民主选民大会和秘鲁国会议员，也曾于1999年1月至1999年12月担任秘鲁总理。在1996年至1999年间，曾多次访问中国。在秘鲁总统阿尔韦托·藤森于2000年出逃后，许会连同其他藤森政府的支持者都面临了由反对党发起的政治和司法弹劾。他于2001年9月被捕后，一直被关押在首都利马东郊的一所监狱里。许会曾数次被判刑，其中最高的两次为8年徒刑。2005年2月，秘鲁最高法院特别刑事法庭以非法敛财等罪名判处许会8年徒刑，并处以1000万新索尔（当时约合300万美元）的罚款。2006年2月，该法庭又以隐瞒财产罪和逃税罪判处许会8年徒刑，并同样处以1000万新索尔的罚款。秘鲁法律规定，罪犯的刑期应根据最重的一次判刑执行。他于当地时间2008年8月29日刑满释放。